# Arthur Gordon Webster
Pour les articles homonymes, voir Webster.
Arthur Gordon Webster (né le 28 novembre 1863 à Brookline (Massachusetts), décédé le 15 mai 1923 à Worcester (Massachusetts)) est un physicien américain qui a fondé l'American Physical Society.

## Biographie
Arthur Webster est né le 28 novembre 1863 à Brookline, Massachusetts, fils de William Edward Webster et de Mary Shannon Davis. Le 8 octobre 1889, il épouse Elizabeth Munroe Townsend, fille du capitaine Robert Townsend et de Harriett Munro d'Albany, New York.
Webster a obtenu son diplôme du Harvard College en 1885 comme major de sa promotion et y est resté pendant un an en tant qu'enseignant en mathématiques et en physique. À la fin de cette année, il est allé à l'Université Humboldt de Berlin où il a étudié pendant quatre ans avec Hermann von Helmholtz, obtenant son doctorat en 1890. Helmholtz aurait considéré Webster comme son étudiant américain préféré. Pendant cette période, Webster a également étudié à Paris et à Stockholm. Il était exceptionnellement compétent en littérature et parlait couramment le latin, le grec, l'allemand, le français et le suédois, avec une bonne connaissance de l'italien et de l'espagnol et des compétences en russe et en grec moderne.
Le président de l'Université Clark, G. Stanley Hall, a nommé Webster professeur adjoint et chef des laboratoires de physique en 1892, lorsque le physicien Albert A. Michelson est parti pour la nouvelle université de Chicago. À cette époque, seules l'Université Johns-Hopkins et l'Université Clark avaient des programmes de doctorat en physique. Webster a été promu professeur titulaire en 1900.
Il a eu 27 doctorants à l'université Clark. En 1898, il devient conférencier à l'American Mathematical Society (AMS) pour un colloque sur les équations aux dérivées partielles de la propagation des ondes.
Webster était hors norme pour son époque en ce qu'il était à la fois un mathématicien compétent et un expérimentateur compétent.
Les recherches de Webster étaient dans le domaine de l'acoustique et de la mécanique. On lui attribue le développement d'un instrument pour mesurer l'intensité absolue du son (le phonomètre) et pour la recherche sur le gyroscope. Il a également donné des conférences supérieures en physique théorique à l'Université Clark, qui ont été publiées sous forme de trois manuels.
Un groupe de 20 physiciens, invités par Webster, a fondé l'American Physical Society lors d'une réunion au Fayerweather Hall de l'Université Columbia le 20 mai 1899. En 1903, Webster devient président de l'American Physical Society et est élu à la National Academy of Sciences.
Il a donné en 1910 son nom à l'équation de Webster utile au calcul des pavillons en acoustique.
Webster s'est suicidé en 1923, à la suite de la fermeture du département de mathématiques de Clark, après la rumeur selon laquelle le département de physique serait le prochain à être fermé par le nouveau président. Avec un revolver qu'il avait acheté quelques heures auparavant, Webster s'est tiré deux balles dans la tête dans son bureau privé alors qu'une classe l'attendait à côté. Webster était sceptique vis-à-vis de la théorie de la relativité et de la théorie quantique naissante. Il a laissé une lettre d'adieu à son fils dans laquelle il se plaignait d'être arrivé dans une impasse avec ses recherches :

« Cher Gordon, c'est la seule solution. Pendant des années, j'ai été un échec - mes recherches ne valent rien. Tout le monde le sait, et la physique S.N. m'a échappé et je ne peux pas revenir. Tout ce que j'ai commencé est au point mort. Les étudiants ne viendront pas et ils me mettront dehors. Ta mère ne le verra pas. Elle s'en remettra. Prends soin d'elle. Je suis désolé pour les problèmes que je vous ai causés. Je suis désolé de vous avoir causé tant d'ennuis. Fais de ton mieux et dis la vérité. Avec tout mon amour, "Papa" »

— Webster

## Publications
- [iarchive:theoryofelectric00websuoft|Théorie de l'électricité et du magnétisme, cours de physique mathématique] (Londres, MacMillan, 1897)
- [iarchive:dynamicsofpartic00websrich|La dynamique des particules et des corps rigides, élastiques et fluides: être des conférences sur la physique mathématique] (Leipzig, BG Teubner, 1912)
- The Partial Differential Equations of Mathematical Physics (1927) (posthume, avec une deuxième édition de Samuel J. Plimpton publiée par Teubner en 1933. Cette deuxième édition a été réimprimée par Douvres en 1966)